# Малыш, Игорь Анатольевич
И́горь Анато́льевич Малыш (укр. Ігор Анатолійович Малиш; 15 июля 1983, Ковель, Волынская область, Украинская ССР, СССР) — украинский футболист, полузащитник.

## Биография
В ДЮФЛ выступал за «Ковель-Волынь». На профессиональном уровне играл за: «Подолье» (Хмельницкий), «Ковель-Волынь-2», «Волынь». С 2004 года по 2005 год выступал за белорусский клуб «Неман» из Гродно. В команде провёл 41 матч и забил 1 гол. Летом 2006 года перешёл в киевскую «Оболонь». Дебютировал 21 июля 2006 года в матче против ФК «Николаев» (7:1). В сезоне 2008/09 помог выйти «пивоварам» в Премьер-лигу. Дебютировал 17 октября 2009 года в матче против киевского «Динамо» (2:1).
В феврале 2010 года подписал годичный контракт с ужгородским «Закарпатьем».
В апреле 2015 года заключил контракт с «Николаевом».
В феврале 2016 года стал игроком «Вереса».

## Достижения
- Серебряный призёр Первой лиги Украины (1): 2008/09
- Бронзовый призёр Первой лиги Украины (2): 2006/07, 2007/08